# Bociarski
Bociarski – polski herb szlachecki.

## Opis herbu
Opis z wykorzystaniem zasad blazonowania, zaproponowanych przez Alfreda Znamierowskiego:
W polu czerwonym miecz z rozdartą głownią, między dwiema gwiazdami złotymi w pas.
Klejnot: trzy pióra strusie.

## Najwcześniejsze wzmianki
Legitymacja w guberni kowieńskiej Jana, syna Macieja i wnuka Piotra z synami: Stanisławem, Janem, Antonim i Dominikiem w latach 1839-55. Legitymacja Jana, syna Jana z 1882.

## Herbowni
Herb ten był herbem własnym, toteż do jego używania uprawniony jest tylko jeden ród herbownych:
Bociarski. Inna rodzina o takim nazwisku używała herbu Ostoja. Ponieważ w czasie legitymacji niejednokrotnie zniekształcano herby, niewykluczone, że i tym Bociarskim przysługiwać powinna po prostu Ostoja.